# Gante-Wevelgem 2003
La Gante-Wevelgem 2003 fue la 65.ª edición de la carrera ciclista Gante-Wevelgem y se disputó el 9 de abril de 2003 sobre una distancia de 208 km.
El vencedor fue el alemán Andreas Klier (Team Telekom), que se convirtió en el primer alemán en vencer en esta prueba. Klier formaba parte de una escapada de doce corredores que se formó a falta de 30 km de la llegada y se impuso al esprint al australiano Henk Vogels (Navigators Cycling Team) y al belga Tom Boonen (Quick Step-Davitamon), segundo y tercero respectivamente. 
Durante la carrera Mario Cipollini, vencedor de la anterior edición, fue expulsado al lanzar un bidón a un motorista cuando intentaba reintegrarse al pelotón después de una caída.

## Clasificación final
| Posición | Ciclista            | Equipo                  | Tiempo     |
| -------- | ------------------- | ----------------------- | ---------- |
| 1        | Andreas Klier       | Team Telekom            | 4h 29' 00" |
| 2        | Henk Vogels         | Navigators Cycling Team | m. t.      |
| 3        | Tom Boonen          | Quick Step-Davitamon    | m. t.      |
| 4        | Alberto Ongarato    | Domina Vacanze-Elitron  | + 9".      |
| 5        | Servais Knaven      | Quick Step-Davitamon    | + 18".     |
| 6        | Raivis Belohvoščiks | Marlux-Wincor Nixdorf   | + 43"      |
| 7        | Johan Museeuw       | Quick Step-Davitamon    | + 1' 07"   |
| 8        | Roger Hammond       | Palmans-Collstrop       | + 1' 07"   |
| 9        | Max van Heeswijk    | US Postal               | + 1' 07"   |
| 10       | Mathew Hayman       | Rabobank                | + 1' 07"   |